# Katarzyna Piter
Katarzyna Piter (født 16. februar 1991 i Poznań, Polen) er en professionel tennisspiller fra Polen.